# Операция Frantic
Операция Frantic (англ. Operation Frantic — отчаянный, безрассудный) — операция ВВС Армии США, проводившаяся в июне-сентябре 1944 года; челночные боевые вылеты бомбардировочной авиации США по промышленным объектам в южной Германии с аэродромов в Великобритании, южной Италии и СССР.

## Замысел операции
США начали разрабатывать планы использования советских аэродромов на вскоре после 22 июня 1941 года. После 7 декабря 1941 года  стали также разрабатываться планы нанесения авиаударов по территории Японии с советских аэродромов в Сибири. Однако, на всем протяжении 1942 года СССР не проявлял интереса к возможности таких совместных действий, и на официальном уровне соответствующее предложение было сделано американцами только в октябре 1943 года.
Стратегическая концепция союзников по антигитлеровской коалиции отводила большую роль бомбардировкам промышленной инфраструктуры противника — заводов, нефтеперерабатывающих комплексов, электростанций, транспортных узлов. «Стратегическое бомбардирование противника — ключ к победе» — на этих позициях нерушимо стояли союзники.
На встрече премьер-министра Великобритании Уинстона Черчилля с президентом США Франклином Рузвельтом 14—24 января 1943 года в Касабланке была одобрена директива, которая ставила перед стратегической авиацией США и Великобритании задание «последовательно уничтожать и дезорганизовывать военную, промышленную и экономическую системы Германии, подрывать моральный дух немецкого народа, пока не будет решительно ослаблена его способность к вооруженному сопротивлению».
В конце ноября 1943 года на Тегеранской конференции Президент США Франклин Рузвельт в присутствии своего сына, полковника Элиота Рузвельта, служившего в разведывательной авиации, лично предложил Сталину базирование американских самолётов и присутствие американского контингента на территории СССР для осуществления челночных разведывательных и бомбардировочных вылетов. При этом американские тяжелые бомбардировщики, базировавшиеся в Великобритании и Италии, смогли бы наносить удары по целям, расположенным на востоке Германии, а также на территории её восточно-европейских союзников. После этого, вместо возврата на аэродромы постоянного базирования самолёты совершали бы посадку на территории СССР для заправки и принятия бомбовой нагрузки и на обратном пути атаковали бы другие цели. Сталин «в принципе» согласился.
Там же, в Тегеране, командующий военной авиацией США генерал Генри Арнольд (Henry Arnold) предложил Сталину 300—400 бомбардировщиков B-24, но заметил, что их эксплуатация советскими экипажами потребует длительного обучения на территории США. Это предложение Сталин не принял.
План операции «Неистовый» (в начале имевшей название «Бейсбол») предусматривал постоянное базирование на советской территории трёх авиагрупп тяжелых бомбардировщиков, но удалось получить согласие на размещение лишь сравнительно небольшого контингента численностью в 1 300 человек.
В ходе операции были нанесены бомбовые удары по 24 целям, часть которых до этого была недостижима для американской стратегической бомбардировочной авиации и продолжали действовать и выдавать военную продукцию. Бомбардировка некоторых целей оказалась невозможной вследствие запрета со стороны СССР.

## Цели и подготовка операции
Удары по ранее недосягаемым целям на подконтрольной Третьему Рейху территории были не единственной и даже не основной целью операции «Неистовый». Политическое и военное руководство США намеревалось: 1) создать прецедент и наработать опыт для планировавшихся в будущем (после открытия Советским Союзом второго фронта в Тихоокеанском регионе) бомбардировок территории Японии с аэродромов в Сибири; 2) выработать модель для сотрудничества и углубления доверия между США и СССР, что считалось необходимым для установления дружественных послевоенных отношений; 3) установить тесное сотрудничество и наладить обмен в таких областях, как метеорология и связь, разведка погоды и воздушный транспорт.
После того, как в феврале 1944 года СССР одобрил проведение операции, началось быстрое развертывание сил и средств. Был произведен обмен представителями штабов; стали прибывать первые группы американского персонала; в Москву вылетела американская делегация на бомбардировщике B-17, который был использован для демонстрации тактических приемов бомбометания. В Полтаве было размещено Восточное Командование авиации Армии США (USAAF Eastern Command) под командованием генерала Альфреда Кесслера (Alfred Kessler), которое должно было работать параллельно с новой американской военной миссией в Москве под руководством генерала Джона Дина (John R. Deane).
Необходимое тяжелое оборудование и материалы поставлялись морем в порты Мурманска, Архангельска и Баку (из Ирана по Каспийскому морю), а оттуда доставлялись на выделенные аэродромы по железной дороге. Легкое оборудование и основной персонал доставлялся военно-транспортными самолётами с авиабазы в аэропорту Мехрабад (Тегеран). Количество грузов было просто огромным, поскольку почти все необходимое нужно было везти из США — от высокооктанового авиабензина до разборного металлического настила ВПП. В ходе непростых переговоров было получено согласие советской стороны на 42 рейса транспортной авиации в рамках подготовки выделенных аэродромов и — в дальнейшем — на 2 рейса в неделю для обеспечения американского контингента. К июню 1944 года самолётами военно-транспортной авиации США было доставлено около 450 человек и более 16 тонн груза.
Для проверки готовности к боевым вылетам предоставленные для проведения операции аэродромы были проинспектированы в мае 1944 года делегацией высокопоставленных американских военных во главе с заместителем начальника штаба стратегической бомбардировочной авиации США (USSTAF) по оперативным вопросам генералом Фредериком Андерсеном (Frederick Anderson), которого сопровождал полковник Эллиот Рузвельт (сын президента США Франклина Рузвельта). Во время этой инспекции генерал Андерсен дал понять Рузвельту, что конечной целью операции «Неистовый» было формирование на территории СССР группировки военно-воздушных сил США с последующим перенацеливанием их на Японию. По дипломатическим причинам это не могло быть объявлено Советскому Союзу открыто. Однако, в итоге, американцам пришлось довольствоваться гораздо меньшим, по сравнению с первоначально планировавшимся, контингентом.
Английские ВВС участия в операции не принимали, поскольку Уинстон Черчилль с самого начала относился к ней крайне сдержанно, полагая, что её проведение требует такого уровня доверия Советскому Союзу, какой представлялся Черчиллю неразумным.
Что способствовало согласию советской стороны на проведение операции остается неясным. Советские военные не разделяли убеждения англичан и американцев в высокой эффективности широкомасштабных стратегических бомбардировок, и количество тяжелых бомбардировщиков в СССР было в несколько раз меньше, чем в США и Великобритании. К тому времени, когда Сталин при встрече с американским послом А. Гарриманом, состоявшейся 2 февраля 1944 года, дал окончательное согласие на проведение операции, исход войны уже был очевиден. Вполне вероятно, что советские военные хотели лишь получить доступ к самым совершенным на то время авиационным технологиям и как можно больше узнать об американской военной технике и концепциях её применения. Так, например, СССР потребовал — и получил — секретный на тот момент бомбовый прицел Нордена, а также результаты аэрофотосъемки большой части Европы, выполненной американскими летчиками. Однако, и американцы смогли узнать много интересного о своем, как впоследствии оказалось, весьма недолговечном союзнике — в частности, о уязвимости СССР при воздушном нападении на его территорию и о недостаточном, зачастую, уровне развития техники и инфраструктуры.

## Аэродромы
После встречи со Сталиным 2 февраля 1944 года Гарриман сообщил, что «Сталин одобряет проект при его ограничении двумястами самолётами и шестью аэродромами». В конечном счете, для проведения операции было выделено лишь три аэродрома — под Полтавой (авиабаза особого назначения № 169 под командованием генерал-майора авиации А. Р. Перминова), Пирятином и Миргородом. В целях обеспечения секретности ВВС США присвоили этим аэродромам кодовые обозначения «Объект 559» (Station 559), AAF-560 и AAF-561 соответственно. Полтава и Миргород были местами базирования тяжелых бомбардировщиков В-24 и В-17, в Пирятине базировались истребители сопровождения большого радиуса действия Р-51 и Р-38.
По мнению американцев аэродромы располагались слишком далеко от линии фронта и, несмотря на все предпринятые усилия, были едва пригодны для базирования тяжелых бомбардировщиков. Советская инфраструктура не соответствовала западным стандартам, и весенняя распутица превратила аэродромы в море грязи. Кроме этого, при отступлении немцы разрушили все, что смогли, кроме большого штабного здания на Полтавском аэродроме, в котором они заложили радиомины. Однако, эти мины были своевременно обнаружены. Другой проблемой стало взаимодействие с недружелюбно настроенной и подозрительной советской бюрократией. По общему мнению американских офицеров военнослужащие советских ВВС были готовы к сотрудничеству и старались помочь, а вот представители властных структур оказались источником разного рода препятствий, проблем и бесконечных задержек.

## Боевые вылеты с использованием советских аэродромов
2 июня 1944 года
130 бомбардировщиков B-17 в сопровождении 70 истребителей P-51 вылетели с авиабаз в Италии, отбомбились по сортировочной станции в г. Дебрецен (Венгрия), и приземлились на советских аэродромах. Один В-17 потерян над целью.
6 июня 1944 года
104 бомбардировщика B-17 в сопровождении 42 истребителей P-51 нанесли удар по аэродрому в г. Галац (Румыния) и вернулись на советские аэродромы. Потеряно два истребителя.
11 июня 1944 года
126 бомбардировщиков B-17 в сопровождении 60 истребителей P-51 вылетели с советских аэродромов, отбомбились по аэродрому в г. Фокшаны (Румыния) и вернулись в Италию. Потерян один бомбардировщик.
21 июня 1944 года
145 бомбардировщиков B-17 в сопровождении истребителей (72 P-38, 38 P-47 и 57 P-51) вылетели из Англии на бомбардировку завода синтетического горючего в г. Руланд и сортировочной станции в г. Эльстерверда (Германия) с посадкой на советские аэродромы. В ходе вылета начальный истребительный эскорт был сменен группой из 65 самолётов P-51, сопроводивших бомбардировщики до территории СССР. Американские самолёты были атакованы истребителями Люфтваффе численностью в 20-30 машин, 6 из которых были сбиты. Потерян один Р-51 и зенитным огнем поврежден (с вынужденной посадкой в Швеции) один В-17.
26 июня 1944 года
73 бомбардировщика В-17 в сопровождении 55 истребителей P-51 вылетели с советских аэродромов на бомбардировку НПЗ и сортировочной станции в г. Дрогобыч (Западная Украина) с посадкой на авиабазы в Южной Италии.
22 июля 1944 года
Вылетевшие из Южной Италии истребители P-38 (76 штук) и P-51 (58 штук) атаковали румынские аэродромы в городах Жилисте и Бужау с последующей посадкой на советских аэродромах.
25 июля 1944 года
Поднявшись с советских аэродромов, истребители P-51 (34 штуки) и P-38 (33 штуки) атаковали аэродром авиационного завода PZL под Варшавой и вернулись на территорию СССР.
26 июля 1944 года
Американские истребители вылетели с советских аэродромов, атаковали авиабазы противника в районе Бухареста и Плоешти и совершили посадку в Южной Италии.
4 августа 1944 года
Первый вылет американских самолётов (более 70 истребителей Р-38 и Р-51) по прямому советскому запросу. Вылетев из Италии, истребители атаковали румынский город Фокшаны и расположенный неподалёку аэродром с последующей посадкой на советских аэродромах.
6 августа 1944 года
- 60 американских истребителей вылетели с территории СССР, атаковали сортировочную станцию Крайова, а также другие объекты железнодорожной инфраструктуры в районе Бухареста и Плоешти и приземлились на базах в южной Италии.[10]
- Вылетевшие из Англии 75 бомбардировщиков B-17 в сопровождении 154 истребителей Р-51 нанесли бомбовый удар по авиационным заводам в г. Готенхафен (Гдыня) и приземлились на советских аэродромах.

7 августа 1944 года
Вылет по советскому запросу — 55 бомбардировщиков В-17 в сопровождении 29 истребителей Р-51 нанесли удар по НПЗ недалеко от населенного пункта Тржебина (Польша) и без потерь возвратились на советские аэродромы.
11 сентября 1944 года
75 бомбардировщиков B-17 в сопровождении 64 истребителей P-51 вылетели из Англии, нанесли бомбовый удар по объектам нефтепереработки в районе г. Хемница (Германия) и приземлились на советских аэродромах.
13 сентября 1944 года
73 бомбардировщика B-17 в сопровождении 63 истребителей P-51 вылетели с территории СССР, нанесли бомбовый удар по сталелитейным и военным заводам в венгерском городе Дьёсгёр и приземлились на авиабазах в южной Италии.
18 сентября 1944 года
На советских аэродромах приземлились 64 истребителя Р-51 — часть эскорта 107 бомбардировщиков B-17, совершивших вылет с английских авиабаз с целью снабжения подразделений Армии Крайова в ходе Варшавского восстания (на парашютах было сброшено 1 248 контейнеров, из которых в руки восставших попало менее 250).
19 сентября 1944 года
100 бомбардировщиков B-17 и 61 истребитель P-51 вылетели с советских аэродромов для бомбардировки сортировочной станции в г. Жолнок (Венгрия) с посадкой на авиабазах южной Италии.

## Бомбардировка советских аэродромов под Полтавой
Во время челночного вылета, совершенного 21 июня 1944 года, Люфтваффе выслало вслед улетающим на восток американским самолётам свой He-111, сопровождавший на большом удалении американские бомбардировщики и установивший аэродромы их базирования.
Согласно другим источникам, немцы уже обладали этой информацией и были готовы нанести ответный удар, ожидая удобного момента. Так или иначе, ночью 22 и 23 июня 1944 года Люфтваффе провело операцию Zaunkoenig, в ходе которой по аэродромам Полтавы (22.06), Пирятина и Миргорода (23.06) был нанесен удар бомбардировщиками He-111 и Ju-88 (KG 4, KG 53, KG 55 и KG 27), базировавшимися в районе Минска. Разведка цели, целеуказание и сбор данных для оценки результативности бомбардировки выполнялась самолётами He-177 из эскадрилий ночной разведки. Выполнением операции руководил подполковник (Oberstleutnant) Вильгельм Антруп, после войны (с 1956 года) служивший в ВВС ФРГ и закончивший военную карьеру в 1968 году в чине бригадного генерала и на должности командующего технической академией Люфтваффе. В операции также участвовали ВВС Венгрии.
Примерно в 23:30 аэродром под Полтавой был оповещен о том, что немецкие бомбардировщики пересекли линию фронта и движутся в общем направлении на Полтаву. В 00:30 самолёт-целеуказатель сбросил осветительные бомбы точно над летным полем аэродрома, и через 10 минут были сброшены первые бомбы. С земли количество немецких бомбардировщиков было оценено в 75 штук. Бомбардировка продолжалась около двух часов и отличалась высокой точностью — почти все бомбы упали в местах размещения самолётов В-17, либо поразили склады авиатоплива и боеприпасов, и ни одна бомба не попала в расположенный неподалёку палаточный лагерь, где были расквартированы американские летчики. Закончив бомбометание He-111 легли на обратный курс, а Ju-88 дополнительно сделали несколько заходов на бреющем полете с использованием пулеметов. Кроме бомб на аэродром было сброшено большое количество кассетных боеприпасов, снаряженных противопехотными «бомбами-бабочками» SD2, многие из которых имели «взрыватель № 70» (элемент неизвлекаемости), превращавший боеприпас в мину-ловушку, детонирующую при попытке изменить её положение.
Результативность бомбардировки — из 73 находившихся на аэродроме американских бомбардировщиков 47 было уничтожено, а большая часть остальных сильно повреждена, что явилось одной из самых больших разовых потерь американской военной авиации за всю её историю. Через трое суток после бомбардировки боеготовыми были только 9 самолётов В-17. Потери американцев в живой силе составили одного убитого (Joseph Lukacek), одного тяжелораненого (Raymond Estele — позднее скончался), несколько человек получили легкие ранения.
Потери советских ВВС составляли 15 самолётов Як-9, 6 самолётов Як-7, три учебно-тренировочных самолёта, один Hawker Hurricane и один специальный DC-3 для перевозки высшего командного состава. Потери личного состава составили несколько десятков человек убитыми и ранеными из-за приказа тушить горящие самолёты, когда летное поле аэродрома было усеяно минами-ловушками.
Зенитная артиллерия и крупнокалиберные пулеметные установки ПВО аэродрома открыли интенсивный, но неприцельный огонь, который — к прискорбию — лишь послужил ориентиром для немецких бомбардиров, поскольку средства ПВО располагались по периметру летного поля. Советские средства ПВО выпустили по немецким самолётам почти 28 тыс. снарядов и патронов, не сбив ни одного. В следующую ночь немецкая авиация нанесла бомбовые удары по аэродромам Пирятина и Миргорода. Поскольку такое развитие событий было вполне очевидно, все находившиеся там исправные бомбардировщики и истребители после налета на Полтавский аэродром были перебазированы на другие советские аэродромы, расположенные восточнее. Аэродром в Пирятине имел очень короткие ВПП, и на нём не складировались ни топливо, ни боеприпасы, поэтому существенного ущерба от его бомбардировки не было. А при бомбардировке Миргорода пострадали именно склады. Оставшиеся без самолётов американские экипажи были вывезены военно-транспортной авиацией США в Великобританию через Тегеран.
После этого — вследствие слишком больших потерь, необходимости восстановления аэродромов, отсутствия надежной ПВО и уничтожения большей части запасов авиатоплива — челночные рейды бомбардировщиков были временно прекращены, но от планов постоянного базирования на территории СССР трёх авиагрупп тяжелых бомбардировщиков американцам пришлось отказаться насовсем. 26 июня 1944 года все уцелевшие бомбардировщики В-17 (73 штуки) были собраны в сводное авиакрыло и, совершив боевой вылет, возвратились в Италию. Челночные рейды были возобновлены 6 августа 1944 года. Между концом июня и началом августа 1944 года челночные боевые вылеты совершались лишь силами американских истребителей дальнего радиуса действия, выполнявших функцию истребителей-бомбардировщиков. Сопоставление понесенных при этом потерь с размером причиненного противнику ущерба и со значимостью атакованных целей показало низкую эффективность таких вылетов.

## Прекращение операции
К сентябрю 1944 года дальнейшее продолжение операции «Неистовый» потеряло всякий смысл, как с точки зрения её декларируемых целей (бомбардировка объектов противника, расположенных на востоке Германии и в Восточной Европе; установление более тесных отношений между США и СССР с перспективой их трансформации из союзнических в дружеские), так и с точки зрения неофициального замысла (наработка необходимого опыта для планировавшихся в дальнейшем бомбардировок Японии с советских дальневосточных аэродромов). Потенциальные цели в Восточной Европе были захвачены РККА в ходе её быстрого продвижения на запад, а на Тихом океане американцы захватили Марианские острова и могли использовать имевшиеся там авиабазы для бомбардировок Японии.
Что же касается установления более тесных отношений между США и СССР, то здесь эффект оказался, скорее, обратным. Наличие общего врага не смогло перевесить идеологические различия. Согласие советской стороны на проведение операции было дано лишь через пять месяцев; по требованию СССР в операции были задействовано намного меньше сил и средств, чем изначально планировалось американцами; советское командование, утверждая, что ПВО аэродромов является его прерогативой, не позволило американцам разместить на выделенных аэродромах крупнокалиберную зенитную артиллерию и радиолокационные системы управления её огнем, а также ночные истребители, что привело к очень большому ущербу от немецких бомбардировок; немало проблем для партийных органов и СМЕРШа, строго контролировавшего все аспекты функционирования аэродромов, представляли постоянные контакты американцев с советскими гражданами и их излишне свободное, по советским меркам, поведение, доходившее до поездок в близлежащие города и попыток войти в административные здания с целью «увидеть, как работает эта коммунистическая партия». Однако, наиболее острые разногласия и сомнения в перспективах дальнейшего сотрудничества были вызваны запретом советской стороны использовать свои аэродромы для помощи Варшаве в начальный период восстания, когда эта помощь могла оказаться весьма действенной. После предпринятых на самом высоком уровне настойчивых попыток США добиться немедленного разрешения на снабжение восставших по воздуху нарком Молотов официально уведомил американских представителей о том, что в дальнейшем присутствии американского контингента на территории СССР нет никакой необходимости. После этого отношение к союзникам стало открыто враждебным, на аэродромах стали происходить кражи и явно инспирированные — по мнению американцев — случаи проявления насилия. Командование военной авиации США объявило о приостановке операции «Неистовый», сославшись на слишком большие трудности с материально-техническим обеспечением.
Дополнительной — и весьма существенной — проблемой для американцев стали многочисленные случаи обстрела участвовавших в операции самолётов советскими истребителями и зенитчикам, при этом несколько машин было сбито, правда никто из их экипажей не пострадал. В качестве оправдания советское командование указывало на хроническую неспособность американских пилотов придерживаться строго ограниченных коридоров, высот и графиков полета. Привычка советских зенитчиков открывать огонь по любым обнаруженным самолётам настолько обеспокоила американцев, что во время прилета президента Рузвельта в Ялту в феврале 1945 года они настояли на присутствии своих представителей на всех близлежащих батареях ПВО. Примечательно, что противовоздушную оборону Ливадии во время проведения конференции обеспечивал 57-й озад ПВО, привлекавшийся несколько месяцев назад для ПВО аэродромов базирования американской авиации в ходе операции «Неистовый».
Вместо укрепления советско-американских отношений данная совместная операция стала источником серьёзных разногласий, предвещавших скорое наступление «холодной войны». Немецкое командование расценивало операцию «Неистовый» как пропагандистскую акцию со стороны США, призванную произвести впечатление на Советский Союз, но лишь обнажившую существующие между ними противоречия. СССР получил ещё одно подтверждение своего технологического отставания от США и, невольно, продемонстрировал американцам свою неспособность защититься от стратегических бомбардировок. Американские военные протестировали работу своей системы снабжения в весьма специфических советских условиях, получили представление о некоторых аспектах оперативного управления советских ВВС и, несмотря на жесткие ограничения, в ходе подготовки челночных бомбардировочных рейдов произвели аэрофотосъемку некоторой части территории СССР, результаты которой впоследствии оказались очень востребованными.

## Комментарии
1. ↑  До 1945 года американские ВВС входили в состав Армии США, подразделявшейся на наземные силы (Army Ground Forces), службу снабжения (Services of Supply, переименованную в 1943 году в Army Service Forces) и авиацию (Army Air Forces).
2. ↑  В этот день японская морская авиация нанесла внезапный удар по американской базе в Перл-Харборе на Гаваях, что привело к началу войны между США и Японией.